# Нова-Олинда-ду-Мараньян
Нова-Олинда-ду-Мараньян (порт. Nova Olinda do Maranhão) — муниципалитет в Бразилии, входит в штат Мараньян. Составная часть мезорегиона Запад штата Мараньян. Входит в экономико-статистический микрорегион Пиндаре. Население составляет 19 134 человека на 2010 год. Занимает площадь 2452,615 км². Плотность населения — 7,80 чел./км².

## Демография
Согласно сведениям, собранным в ходе переписи 2010 г. Национальным институтом географии и статистики (IBGE), население муниципалитета составляет:
| Полное население                               | Полное население                               | Полное население                               | Полное население                               | 19 134 |
| ---------------------------------------------- | ---------------------------------------------- | ---------------------------------------------- | ---------------------------------------------- | ------ |
| в том числе:                                   | Городское население                            | 11 862                                         | Процент городского населения, %                | 61,99  |
|                                                | Сельское население                             | 7272                                           | Процент сельского населения, %                 | 38,01  |
|                                                | Мужское население                              | 9581                                           | Процент мужского населения, %                  | 50,07  |
|                                                | Женское население                              | 9553                                           | Процент женского населения, %                  | 49,93  |
| Плотность населения, чел/км²                   | Плотность населения, чел/км²                   | Плотность населения, чел/км²                   | Плотность населения, чел/км²                   | 7,80   |
| Население муниципалитета в % к населению штата | Население муниципалитета в % к населению штата | Население муниципалитета в % к населению штата | Население муниципалитета в % к населению штата | 0,29   |

По данным оценки 2016 года, население муниципалитета составляет 20 393 жителя.

## История
Город основан в 1997 году.

## Статистика
- Валовой внутренний продукт на 2003 год составляет 23 976 577,00 реалов (данные: Бразильский институт географии и статистики).
- Валовой внутренний продукт на душу населения на 2003 год составляет 1619,16 реалов (данные: Бразильский институт географии и статистики).
- Индекс развития человеческого потенциала на 2000 год составляет 0,568 (данные: Программа развития ООН).

## География
Климат местности: тропический.

## Важнейшие населенные пункты
| № | Населённый пункт        | Населённый пункт (исп.) | Категория | Население чел. (2002) | На карте                       |
| - | ----------------------- | ----------------------- | --------- | --------------------- | ------------------------------ |
| 1 | Нова-Олинда-ду-Мараньян | Nova Olinda do Maranhão | город     | 12 613                | 2°48′16″ ю. ш. 45°42′05″ з. д. |
| 2 | Монти-Алегри            | Monte Alegre            | поселок   | 1407                  | 2°37′43″ ю. ш. 45°45′17″ з. д. |
| 3 | Боа-Виста               | Boa Vista               | поселок   | —                     | 2°55′39″ ю. ш. 45°40′27″ з. д. |